# Дубай
 Тази статия е за града в Обединените арабски емирства.  За емирството вижте Дубай (емирство).  
Дубай (на арабски: دبيّ) е столицата и най-големият град на емирство Дубай, едно от Обединените арабски емирства. Градът е най-важният търговски и финансов център на Обединените арабски емирства и на целия Близък Изток. Населението му е около 3 944 751 души (2025), а заедно с метрополния регион, населението на града достига 6 359 527 души.
Разположен е на югоизточния бряг на Персийския залив, на югозапад от Шарджа и на североизток от Абу Даби. В периода 1954 – 1971 г. е административен център на британския протекторат Договорен Оман. През последните десетилетия на XX век икономиката му е все по-слабо зависима от добива и преработката на нефт, като нарастващо значение имат туризмът и финансовите услуги. Към началото на XXI век Дубай привлича широко внимание с множество амбициозни строителни проекти и с организирането на няколко мащабни спортни прояви.

## История
Възрастта на останките от древни мангрови блата намерени в близост до Дубай, е оценена на около 7000 години. Преди около 5000 години бреговата линия отстъпва към вътрешността на страната и добива съвременния си вид, а районът се покрива с пясък. В предислямската епоха, хората от този регион почитат бог на име Баджаи (или Баджар).
Територията, на която е разположен градът, от 6 век пр.н.е. е подчинена на персийската династия на Ахеменидите, а от 3 до 6 век принадлежи на Сасанидите. През 7 век пристига ислямът и територията става част от Арабския халифат. През 8 век княжество Дубай участва във въстание против наместника на халифа, вследствие на което владетелите на Дубай от средата на 8 до края на 9 век на практика са независими. Към края на 9 век те попадат под властта на Абасидите. През 13 век по тези земи нахлуват Хулагуидите. До 18 век за територията се борят Португалия, Иран, Турция, Оман, уахабитите. Венецианският търговец на перли Гасперо Балби, който пребивава по тези земи в края на 1580-те години, описва събирането на перли, споменавайки Дубай (като Dibei). От 18 век местните моряци, занимаващи се основно с каботажна търговия, са в конфликт с конкуриращата ги Британска източноиндийска компания, във връзка с което англичаните наричат района „Пиратския бряг“. През 1820 г. Източноиндийската компания, с помощта на военни сили, изпратени за борба с пиратите, налага подписването на т.нар. Генерален договор, в резултат на който Оман е разделен на 3 части. Договорите от 1835, 1839, 1853 и 1892 г. довеждат до установяването на британски протекторат. От 1853 г. територията влиза в т.нар. Договорен Оман.
Първите сведения за съществуването на самия град датират от 1799 г. В началото на 19 век населението на Дубай е само около 1200 жители. Това неголямо селище е защитено от стени и форта Ал Фахиди в центъра си. До 1833 г. то влиза в състава на емирството Абу Даби. По-късно, до получаването на независимост през 1971 г., принадлежи към Договорен Оман От 1833 г. Дубай е под властта на емирите от династия Ал Мактум.
През 1835 г. Дубай като част от останалите емирства подписва примирие с Великобритания. Дубай остава под закрилата на Обединеното кралство, когато през 1892 г. е подписано допълнително споразумение. Заедно с другите градове в ОАЕ Дубай заема добро стратегическо географско разположение – на пътя за Индия, което ги превръща във важна ключова територия. Владетелите на Дубай подпомагат занаятите и търговията. Градът се превръща във важно пристанище за чуждестранните търговци (предимно индийци). До 1930 г. е известен с износа си на перли.
В течение на 19 век две катастрофи нанасят големи щети на благосъстоянието на града: през 1841 г. избухва епидемия на едра шарка, принуждавайки жителите да се преместят на изток от Дейра, а през 1894 г. пожар изпепелява Дейра, унищожавайки повечето домове. Въпреки това, географското положение на града продължава да привлича търговци от всички краища на региона. Емирът на Дубай, желаейки да привлече чуждестранни търговци, понижава данъците, което привлича търговците от Шарджа – основният търговски център на региона по това време.
Благодарение на близостта си до Иран, пристанището на Дубай привлича вниманието на чуждестранните търговци, много от които в края на краищата се заселват в Дубай, и в началото на 20 век градът вече е едно от най-важните пристанища в Персийския залив. През 1910 г. населението на града е около 10 хил. жители; но пазарът, разположен на брега от страната на Дейра, има около 350 магазина. В Дубай процъфтява производството и износа на перли и до Голямата депресия през 1930-те години, чието преодоляване по-късно е възпрепятствано от разработването в Япония на индустрии за отглеждане на перли във ферми.
Дълго време Дубай трябва да се задоволява с незначителните ползи от близостта си до богатото на петрол емирство Абу Даби, но през 1966 г. в района са открити собствени находища, макар и значително по-малки. Приходите от нефт започват да постъпват през 1969 г. Развиващата се нефтена промишленост има нужда от работна сила, която започва да пристига основно от Индия и Пакистан, в резултат на което от 1968 до 1975 г. населението на града се увеличава четири пъти. Доходите от нефт помагат за развитието на града, но запасите около град Дубай са доста ограничени и нивото на добив не е високо: доходите от нефт са само около 5% от всички приходи. Основата на икономиката на Дубай е съставена от туризма, авиацията, недвижимите имоти, финансовите услуги.
През 1966 г. Дубай заедно с Катар се обединяват и приемат за своя парична единица риал. На 2 декември 1971 г. Дубай, Абу Даби и още пет емирства формират Обединените арабски емирства, след оттеглянето на Великобритания от Персийския залив през 1971 г. През 1973 г. Дубай се присъединява към останалите емирства и приема общата валута ОАЕ дирхам.

## География
Дубай е разположен на крайбрежието на Персийския залив, на морското равнище. На юг и югозапад граничи с емирствата Абу Даби, на север и изток с емирството Шарджа, на запад – с водите на Персийския залив. Дължината на бреговата линия е 72 km. Малкият ексклав Хата граничи с емирствата Аджман на запад и Рас ал-Хайма на север, а от югоизток регионът е обкръжен от държавата Оман.
Тесният виещ се залив Дубай Хор дели града на 2 части. На единия бряг е разположен районът Бар Дубай, на другия – Дейра. Те се съединяват на 3 места – чрез мостовете Ал Мактум и Ал Гаруд и известния тунел Шиндога (прототип на тунела под Ламанша), който преминава под устието на пролива.

## Климат
Климатът в Дубай е горещ пустинен. Летата са много горещи, ветровити и влажни, като средната максимална температура е около 41 °C, а средният нощен минимум е около 30 °C през най-горещия месец – август. Повечето дни от годината са слънчеви. Зимите са топли със средна максимална температура от 24 °C и средна минимална от 14 °C през най-студения месец – януари. Валежите се увеличават през последните няколко десетилетия, достигайки до 94,3 mm годишно. Високата влажност през лятото може да се стори неприятна за мнозина. Възможни са пясъчни бури.
| Климатични данни за Дубай                                                                           | Климатични данни за Дубай | Климатични данни за Дубай | Климатични данни за Дубай | Климатични данни за Дубай | Климатични данни за Дубай | Климатични данни за Дубай | Климатични данни за Дубай | Климатични данни за Дубай | Климатични данни за Дубай | Климатични данни за Дубай | Климатични данни за Дубай | Климатични данни за Дубай | Климатични данни за Дубай |
| Месеци                                                                                              | яну.                      | фев.                      | март                      | апр.                      | май                       | юни                       | юли                       | авг.                      | сеп.                      | окт.                      | ное.                      | дек.                      | Годишно                   |
| Абсолютни максимални температури (°C)                                                               | 31,6                      | 37,5                      | 41,3                      | 43,5                      | 47,0                      | 46,7                      | 49,0                      | 48,7                      | 45,1                      | 42,0                      | 41,0                      | 35,5                      | 49,0                      |
| Средни максимални температури (°C)                                                                  | 24,0                      | 25,4                      | 28,2                      | 32,9                      | 37,6                      | 39,5                      | 40,8                      | 41,3                      | 38,9                      | 35,4                      | 30,5                      | 26,2                      | 33,4                      |
| Средни температури (°C)                                                                             | 19                        | 20                        | 22,5                      | 26                        | 30,5                      | 33                        | 34,5                      | 35,5                      | 32,5                      | 29                        | 24,5                      | 21                        | 27,5                      |
| Средни минимални температури (°C)                                                                   | 14,3                      | 15,4                      | 17,6                      | 20,8                      | 24,6                      | 27,2                      | 29,9                      | 30,2                      | 27,5                      | 23,9                      | 19,9                      | 16,3                      | 22,3                      |
| Абсолютни минимални температури (°C)                                                                | 6,1                       | 6,9                       | 9,0                       | 13,4                      | 15,1                      | 18,2                      | 20,4                      | 23,1                      | 16,5                      | 15,0                      | 11,8                      | 8,2                       | 6,1                       |
| Средни месечни валежи (mm)                                                                          | 18,8                      | 25,0                      | 22,1                      | 7,2                       | 0,4                       | 0,0                       | 0,8                       | 0,0                       | 0,0                       | 1,1                       | 2,7                       | 16,2                      | 94,3                      |
| Средна температура на водата, °C                                                                    | 23,4                      | 21,9                      | 23,2                      | 25,5                      | 28,8                      | 31,6                      | 32,7                      | 33,5                      | 33,1                      | 31,3                      | 28,6                      | 25,4                      | 28,3                      |
| Средно месечно количество слънчеви часове                                                           | 254.2                     | 229.6                     | 254.2                     | 294.0                     | 344.1                     | 342.0                     | 322.4                     | 316.2                     | 309.0                     | 303.8                     | 285.0                     | 254.2                     | 3508.7                    |
| --------------------------------------------------------------------------------------------------- | ------------------------- | ------------------------- | ------------------------- | ------------------------- | ------------------------- | ------------------------- | ------------------------- | ------------------------- | ------------------------- | ------------------------- | ------------------------- | ------------------------- | ------------------------- |
| Източник: Dubai Meteorological Office, climatebase.ru (extremes, sun), NOAA (humidity, 1974 – 1991) |                           |                           |                           |                           |                           |                           |                           |                           |                           |                           |                           |                           |                           |

## Население
Към април 2017 г. населението на Дубай възлиза на 2 773 206 души. Едва 15% от населението на Дубай е съставено от национални граждани на ОАЕ, а болшинството е съставено от емигранти, много от които са в страната от поколения или са родени в ОАЕ. Приблизително 85% от популацията на емигранти (и 71% от населението на Дубай) са азиатци, основно индийци (51%), пакистанци (16%), бангладешци (9%) и филипинци (3%). Има и голяма общност от сомалийци, наброяваща около 30 000 души. Около четвърт от населението има ирански корени. Най-голямата група западни емигранти е тази на британците – около 100 000. Средната възраст в Дубай е около 27 години.
| 1822    | 1900    | 1930      | 1940      | 1960      | 1968   | 1975    |
| ------- | ------- | --------- | --------- | --------- | ------ | ------- |
| 1200    | 10 000  | 20 000    | 38 000    | 40 000    | 58 971 | 183 000 |
| 1985    | 1995    | 2005      | 2014      | 2017      |        |         |
| 370 800 | 674 000 | 1 204 000 | 2 250 000 | 2 773 206 |        |         |

## Официален език и религия
Официалният език на Дубай е арабският, но се говорят още английски, хинди, урду, малаялам, персийски, пинджаби, тагалски. Ислямът е официалната религия на всичките седем емирства. Голяма част от местното население изповядва суни ислям. Има и малцинства от индуисти, сикхи и християни.
В центъра на града се намират храмове на Шива и Кришна. Немюсюлманите в държавата са свободни да изповядват свободно религията си, но нямат право да проповядват публично или да разпространяват религиозни материали. Правителството следва политика на търпимост спрямо чуждите религии и много рядко се намесва в религиозната им дейност.
В началото на 2001 г. започва строенето на протестантска и католическа църкви на територията на пристанище Джебел Али. Земята за строежа на църквите е дарена от правителството на Дубай. В края на 2005 г. започва строежът на първата гръцка православна църква.

## Човешки права
Организациите за човешки права често отправят критики към нарушаването на човешките права в Дубай. Някои от 250-те хиляди чуждестранни работници в града живеят в „по-малко от човешки условия“, според Хюман Райтс Уоч. Ръководството на Дубай отрича трудовите несправедливости и е заявило, че обвиненията на Хюман Райтс Уоч са безпочвени. Снимането и документирането на нарушаването на човешките права в Дубай се наказва с високи глоби от закона.

## Райони на града
Основни райони на града:
- Бур Дубай – историческия център;
- Гарденс – туристически район;
- Централен район – търговски и финансов район;
- Дейра – източната търговска част на града;
- Джумейра – крайбрежен жилищен район;
- Дубай Марина – жилищен район около залива западно от града.

## Икономика
Петролните залежи в Дубай са по-малко от една двадесета от тези на Абу Даби и сега приходите от тях представляват много малка част от тези на града.
Дубай и Дейра се превръщат във важни пристанищни градове за западните държави. Повечето от новите банкови и търговски центрове са построени на пристанището. Още през 80-те и 90-те години на 20 век Дубай се установява като важен търговски център.
Днес Дубай е важна туристическа дестинация и ключово пристанище (Джебел Али построено през 1970 г. и е най-голямото в света), но също така е и финансов център и се развива бързо в областта на услугите и информационните технологии.
Брутният вътрешен продукт на Дубай възлиза на 83,4 млрд. щатски долара през 2011 г. Въпреки че икономиката на Дубай се основава на петрола, приходите от нефт и природен газ представляват по-малко от 7% от приходите на емирството. В Дубай се произвеждат между 50 000 и 70 000 барела (около 11 000 m³) на ден, както и значително количество газ от офшорни находища. Делът на емирството в общите приходи от газ на ОАЕ е около 2%. Нефтените резервни в Дубай намаляват значително и се очаква да се изчерпят в следващите 20 години. Операциите с недвижими имоти и строителството (22,6%), търговията (16%), ентрепотът (15%) и финансовите услуги (11%) са с най-голям дял в икономиката на Дубай. Основните експортни дестинации за емирството са Индия, Швейцария и Саудитска Арабия. Главните реекспортни дестинации включват Индия, Китай и САЩ. Решението на правителството за диверсификация с цел да превърне икономиката от базирана на търговия и нефт в такава, основаваща се на услуги и туризъм, доведе до покачването на цените на недвижимите имоти между 2004 г. и 2006 г. Погледнато в по-дълъг период обаче, пазарът на недвижими имоти минава през обезценяване на много имоти, като много от тях губят до 64% от стойността си в периода между 2001 г. и 2008 г.

## Здравеопазване
Здравеопазването в Дубай може да бъде разделено на два различни сектора: публичен и частен. Всяко емирство може да диктува стандартите за здравеопазване според вътрешните си закони, въпреки че стандартите и разпоредбите рядко имат изключителни разлики. Държавните болници в Дубай са построени за първи път в края на 50-те години на миналия век и продължават да се разрастват с инициативи за обществено здраве. Сега има 28 болници в Дубай, 6 обществени и 22 частни, с още 3 големи болници, планирани да бъдат построени до 2025 г.
Към края на 2012 г. има и общо 1348 медицински клиники, 97% от които се управляват частно. През 2015 г. Дубай постепенно въвежда задължително здравно осигуряване за всички жители, което довежда до повишено търсене на медицински услуги.

## Транспорт
В града има две морски пристанища, няколко автогари (най-голямата е в Бур Дубай) и две големи международни летища (Дубай и Ал Мактум). Има добре развита автобусна мрежа, част от спирките са с климатична инсталация. На 30 април 2009 г. е открита монорелсова линия, а на 9 септември 2009 г. е открит Дубайският метрополитен. Метрополитенът има 3 линии, 53 станции и дължина на трасето от 89 km. На 12 ноември 2014 г. е пусната в експлоатация трамвайно движение в един от районите на града – Дубай Марина.
Дубайското международно летище (IATA: DXB) е основното летище на авиокомпаниите Emirates Airlines и Flydubai, обслужващи Дубай и другите емирства на страната. През 2014 г. то обслужва 70,4 милиона пътници, 2,37 милиона тона товари и заема по тези показатели 7-о място в света. Emirates Airline е националната авиокомпания на Дубай, като през 2014 г. обслужва 142 дестинации в над 70 страни.

## Забележителности
Дубай е древен град, известен със своите традиционни пазари (сукове). Местата, които могат да се разгледат, са много, но сред най-известните са Двореца на шейха, Дубайския музей и Джумейра.
Градът е изпълнен с модерни небостъргачи като Емиратските Кули, които са 12-ата и 24-тата най-високи сгради в света, луксозния 7-звезден хотел Бурж Ал Араб, превърнал се в символ на Дубай, както и небостъргача Бурдж Халифа, който е открит на 4 януари 2010 г. Височината му е 828 метра – най-високата сграда в света.
- Построени са изкуствени острови, най-големите в света – трите Палмови острова – Джумейра, Джебел Али и Дейра, Остров на света и Дубайска брегова линия, които включват вили, магазини и хотели.
- Фонтан Дубай – музикален фонтан, разположен край небостъргача Бурдж Халифа. Един от най-големите и високи фонтани в света – височината на струите му достига 150 метра.
- Аквариумът – един от най-големите аквариуми в света, разположен в най-големия търговско-развлекателен център в Близкия Изток – Търговско-развлекателен център Дубай. Друг аквариум се намира в хотел „Атлантис“ на остров Джумейра.
- The World – архипелаг край брега във формата на континентите на Земята.
- Покритият ски курорт „Ски Дубай“ – първият закрит ски курорт в Близкия изток и един от най-големите в света, с площ от 22 500 квадратни метра (еквивалентен на площта на 3 футболни игрища), целогодишно покрит с изкуствен сняг. Има капацитет от 1500 посетители. Намира се в търговския център Mall of the Emirates.
- Бастакия – старата част на Бур Дубай. Намира се между градския музей във форта Ал Фахиди, крайбрежния залив и улица Мусала. Повечето от местните сгради са построени в края на 19 – началото на 20 век. Тук се заселват богатите търговци от Персия. Самото име на квартала идва от персийската провинция Бастак. В днешно време Бастакия активно се реставрира и се превръща в културен и туристически център с кафенета, ресторанти, магазини за сувенири и художествени галерии.
- Скулптурата „Заедно“ – монумент на арабска двойка, облечена в традиционни черно-бели дрехи в типичния за емирството стил, създаден от бял карарски мрамор и шведски черен гранит от сирийския скулптор Лютфи Ромхейн.[45]

## Търговски изложения
- Arablab 2021 – Водеща лабораторна и аналитична изложба
- MEBAA 2022 – Бизнес авиация в Близкия изток
- Gulfood 2022 – Напитки, млечни продукти, годни за консумация масла, здравословни и без храни, меса, водещи марки, боб, зърнени и зърнени храни, глобални храни, безопасност на храните и др.
- The Big 5 Dubai 2021 – Международно строително изложение
- Urban Design & Landscape Expo 2021
- Middle East Stone 2021 – Готов и незавършен камък: гранит, варовик, мрамор, оникс, пясъчник, шисти, травертин, инженерни камъни (кварц, мрамор), теразот, тухли, брикети, тухлена лента.
- Light Middle East 2021 – Техническо и архитектурно осветление, декоративно осветление, електрически лампи, електрически и електронни компоненти, електротехника и инфраструктура, интелигентна сграда
- GETEX 2022 – Изложение „Образование и обучение в Персийския залив“ „Общо образование“, „Специално училища“, „Висше образование“, „Следдипломно образование“, „Професионално и индустриално образование“, „Професионално развитие и продължаващо образование“, „Обучение“, „Консултации за студенти и консултации за кариера“
- Arab Health 2022 Еднократни консумативи, здравеопазване и общи услуги, здравна инфраструктура и активи, ИТ системи/решения, изображения и диагностика, лаборатория, медицинско оборудване и устройства, ортопедия и физиотерапия/рехабилитация, фармация/хранене
- 15th CAD/CAM
- Дигитална стоматология и 12-та Конференция и изложба по козметика за лице за зъби 2021
- DICM 2021 – Международен пазар на съдържанието в Дубай Развлекателно съдържание и медии, свързани с: телевизия, филми, анимация, детски програми, интернет съдържание, мобилно съдържание, социални медии, творческо изкуство, интерактивно забавление, комикси, приложения и цифрово медийно съдържание и др.
- Dubai Airshow 2021 Самолети, части от авиационното оборудване, военна отбрана, вътрешност на самолета, контрол на въздушното движение, поддръжка, ремонт, свързани с космоса, въздушен транспорт и др.
- yummex Middle East 2021 – Събитие за сладкиши и закуски Професионалисти Крайни продукти от следните сегменти: Шоколад и шоколадови изделия, Захарни сладкарски изделия, Бисквити, Закуски, Солени закуски, Готови за консумация, Плодови закуски и Зеленчукови закуски, Закуска, Сладолед, Дълбоко – замразени сладкарски изделия и др.
- Cityscape Global 2021 Архитектура/дизайнер/планиране, банкови услуги, брокер/агент, консултант, корпоративен краен потребител/окупатор, разработчик, инженеринг/строителство/изпълнител, управление на съоръжения, правителство, инвеститор, медии, доставчици на продукти, търговци на дребно
- ARABPLAST 2021 – Международно търговско изложение за пластмасова, нефтохимическа, опаковъчна и каучукова промишленост
- SteelFab 2022 – Машинно-технологично оборудване Заваряване и рязане, Машинни инструменти, Тръби и тръби, Устойчивост на износване
- EcoWASTE 2022 Доставчици на услуги за управление на отпадъци, решения и оборудване за управление на отпадъци, интелигентни продукти и автоматизация, промишленост и опасни отпадъци, рециклиране и биоразградими, органични отпадъци, управление на съоръжения[46]

## Побратимени градове
- Багдад, Ирак
- Барселона, Испания от 2006 г.
- Бейрут, Ливан
- Бризбейн, Австралия
- Ванкувър, Канада
- Гандинагар, Индия
- Гоулд Коуст, Австралия от 2001 г.
- Гранада, Испания
- Гуанджоу, Китай
- Дамаск, Сирия
- Детройт, САЩ
- Дънди, Шотландия
- Кувейт (град), Кувейт
- Женева, Швейцария
- Истанбул, Турция
- Каракас, Венецуела
- Киш, Иран
- Лос Анджелис, САЩ
- Монтерей, Мексико
- Ню Йорк, САЩ
- Осака, Япония
- Пусан, Република Корея
- Техеран, Иран
- Триполи, Либия
- Финикс, САЩ
- Франкфурт, Германия
- Хайдарабад, Индия
- Хонконг, Китай
- Шанхай, Китай
- София, България